# Lugosobo
Lugosobo is een bestuurslaag in het regentschap Purworejo van de provincie Midden-Java, Indonesië. Lugosobo telt 3360 inwoners (volkstelling 2010).